# 羽伏浦海岸

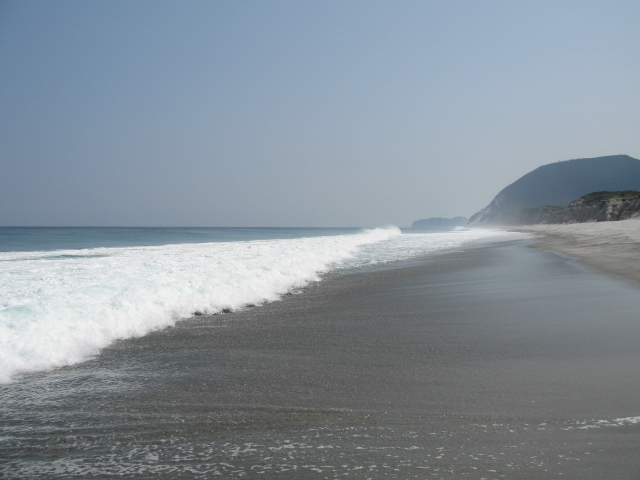
羽伏浦海岸。

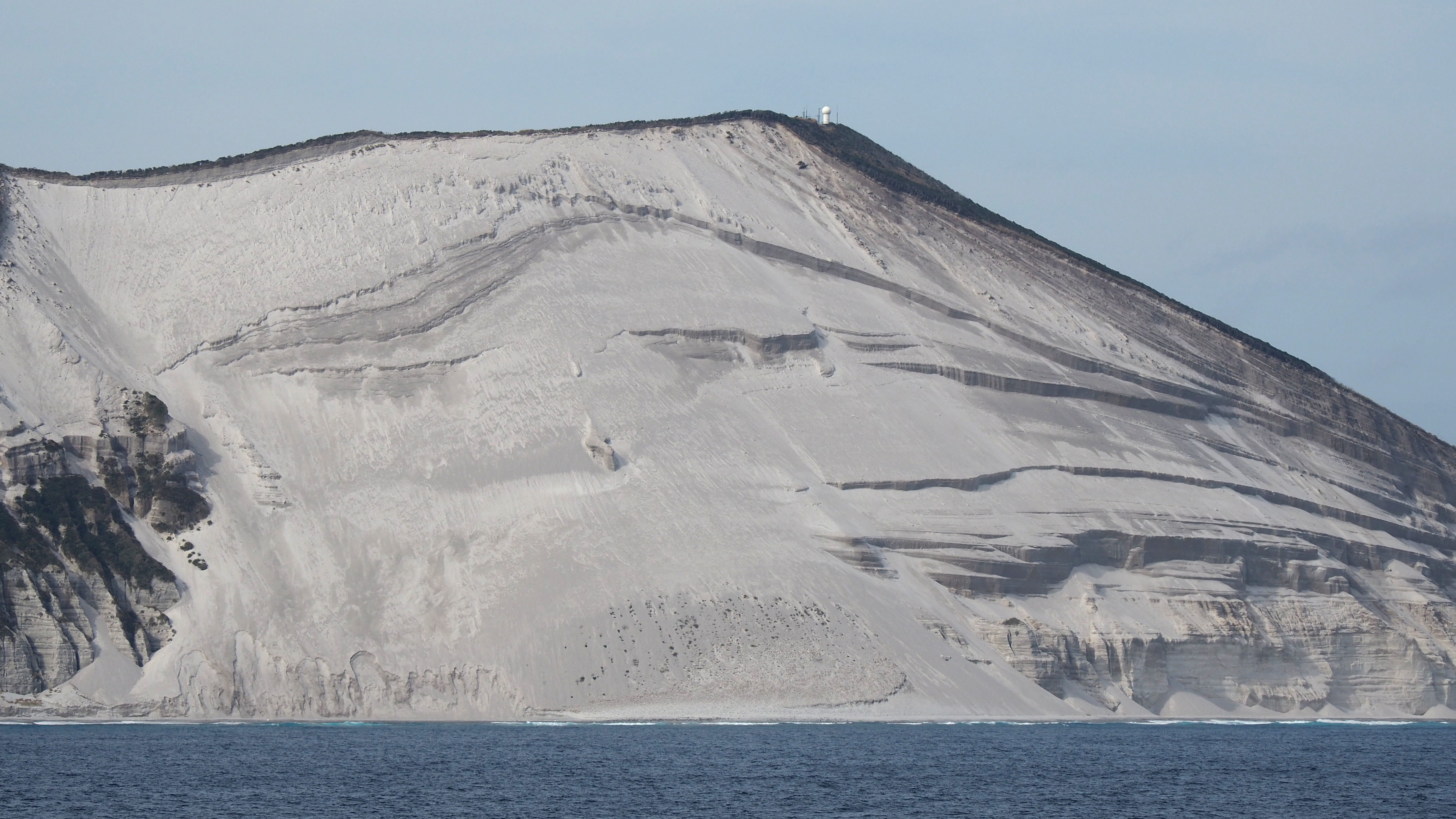
白ママ断崖。

羽伏浦海岸（はぶしうらかいがん）は、伊豆諸島・新島の東側にある海岸である。白い砂浜と海が延々と続く様は新東京百景に指定されている。同海岸の南に白ママ断層がある。

## データ
- 所在地 : 東京都新島村大字羽伏浦

## 白ママ断層
羽伏浦海岸の南に位置する。「白ママ」の「ママ」とは、日本の古語・方言で崖、土手等の崩れを意味する。火山灰層が海による食で露出した真っ白な断崖絶壁である。高さは30-250メートル、長さは約7キロメートルある。

## サーフスポットとしての概況
- サーフィン、ボディボードの適地でもあり、ビーチブレイクのポイントとしてはワールドクラス。世界チャンピオンを決めるツアーに使用されたり、日本国内のトッププロを決める大会が開かれたりしている。2007年にも全日本の大会などが開かれた。毎年8月下旬には東京都知事杯が開催されている。

- 黒潮が直にぶつかるため、海岸の至る所にポイントが立つ。

- 島嶼なため、太平洋をクルーズしてきた波がパワーを損なわないままブレイクし、チューブを巻くことが多くある。台風の時などサイズがあがれば、スタンディングのままチューブインすることも可能。また、波にパワーがあるため、コシ - ハラ程度のサイズでも長く乗って楽しむことが出来る。

- サーフポイントとしては「羽伏浦正面」「ヘリ下」「シークレット」等がある。

- 海底がリーフではなく砂のため、初心者でも大きな怪我(打撲はあろうが)することなく安全に楽しむことができる。

- 昔はここで「瀬つかし」と呼ばれる子供の遊びがあった[3]。ちょうどサーフィンとボディボードの中間のような遊びで、伝馬船の踏板や機械船のさし板を無断借用して土用波に乗った。中には板無しの「無手つかし」（今でいうボディサーフィン）を行う熟練者もいたという。

- 羽伏浦正面にある常設のライフガード待機所の海側にはウェブライブカメラが設置されており、リアルタイムで羽伏浦の様子をモニタすることができる。⇒ #外部リンク

- サーフポイントの「シークレット」は、白ママ断層の下を30分トレイルした先に存在する[4]。